# Oakland Cemetery
Der Oakland Cemetery ist ein Friedhof in der Stadt Atlanta im US-amerikanischen Bundesstaat Georgia. Er ist der älteste Friedhof der Stadt und mit 19,4 Hektar Fläche deren drittgrößte Grünfläche. Der damals 2,4 Hektar große Friedhof wurde von der Stadt Atlanta im Jahr 1850 als Atlanta Cemetery angelegt. Er befand sich zu dieser Zeit noch südwestlich der Stadt.
Das Gelände des ursprünglichen Friedhofs gehört zu den ältesten Orten in Atlanta, die sich noch im Originalzustand befinden, nachdem die Truppen der Nordstaaten den Rest der Stadt im Bürgerkrieg 1864 niederbrannten. Der Friedhof spiegelt die wechselvolle Stadtgeschichte wider. Auf ihm sind etwa 70.000 Menschen beigesetzt.
1872 wurde er in Oakland Cemetery umbenannt, um der großen Anzahl von Eichen (engl.: Oak) und Magnolien auf dem Gelände gerecht zu werden. Zu dieser Zeit hatte das Stadtgebiet bereits den Friedhof in seiner heutigen Größe umschlossen. Aufgrund der weiteren Ausdehnung von Atlanta liegt er heute in der Stadtmitte.
Oakland ist ein ausgezeichnetes Beispiel für Friedhofsarchitektur im viktorianischen Stil und folgt dem Stil der Gartenfriedhöfe, der in den USA durch den Mount Auburn Cemetery in Massachusetts begründet wurde.
Obwohl die letzten Landstücke auf dem Friedhof bereits 1884 verkauft wurden, finden hier noch heute regelmäßig Beerdigungen statt. Die Toten werden entweder in Familiengräbern begraben oder auf Land, das direkt der Stadt Atlanta gehört; zuletzt geschah dies mit dem ehemaligen Bürgermeister der Stadt, Maynard Jackson.
Hier finden sich kaum Arbeiten aus Eisen, was ungewöhnlich für einen Friedhof aus dieser Zeit ist. Während ursprünglich durchaus Eisenarbeiten verwendet wurden, spendete die Stadt Atlanta diese großteils im Ersten Weltkrieg der US-Regierung zur Produktion von Rüstungsgütern.

## Wichtige Teile des Friedhofs

### Die Six Acres

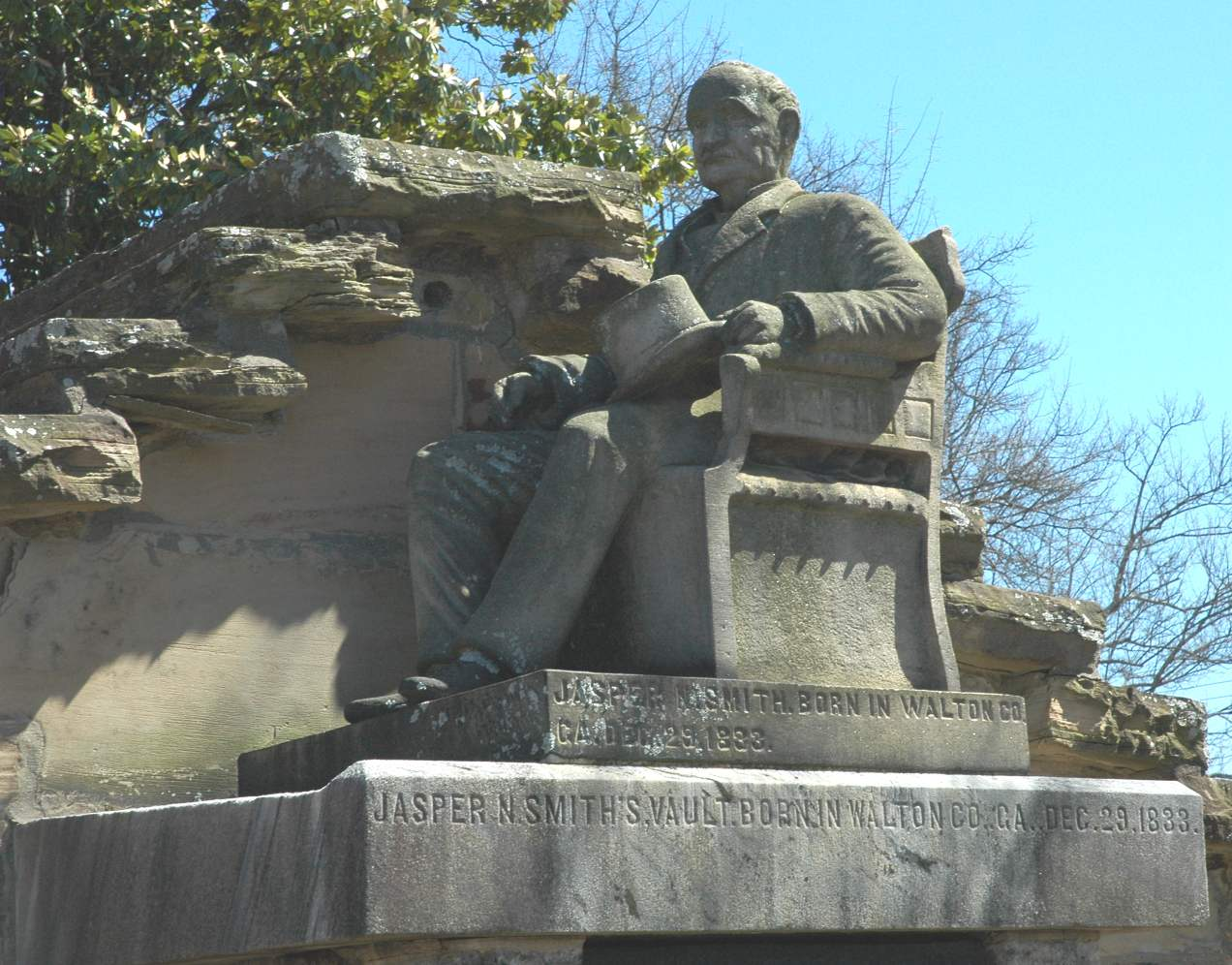
Denkmal für Jasper N. Smith

Der ursprüngliche Atlanta Cemetery liegt direkt hinter dem Haupteingang von Oakland. Das Six Acres (2,4 Hektar) große Gelände wird allgemein noch als die Six Acres bezeichnet.
Die Tore und Mauern des Eingangs stammen aus dem Jahr 1896, die Jahreszahl ist direkt auf dem Schlussstein des höchsten Torbogens eingraviert.
Direkt hinter dem Eingang fällt zuerst das Mausoleum von Jasper Newton Smith auf. Auf ihm prangt eine lebensgroße Statue von Smith selbst. Er war ein Immobilieninvestor, der zwei große Gebäude in der damaligen Innenstadt baute. Smith war bekannt für seine Weigerung, eine Krawatte zu tragen; die ursprünglich für das Mausoleum gefertigte Skulptur trug allerdings eine, so dass Smith sich weigerte, sie zu bezahlen, bis die Krawatte wieder entfernt war. Eines von seinen Gebäuden, bekannt als The House that Jack Built bekam die Auflage, dass der Eckstein erhalten bleiben musste, auch falls das Gebäude später niedergerissen wurde. Der Stein befindet sich noch immer an der Peachtreet Center Station der MARTA am Carnegie Way.
Kurz hinter dem Eingang findet sich das erste auf dem Friedhof errichtete Grab: Dr. James Nissen war ein Arzt, der die Stadt nur besuchte und dort an einer Krankheit verstarb. Der Legende nach fürchtete Nissen, er könnte lebendig begraben werden (damals eine verbreitete Vorstellung), so dass seine Drosselvene vor dem Begräbnis aufgeschnitten wurde.
Nissens Grabstein ist mit der Zeit fast komplett verwittert, die Inschrift ist nur durch eine umfangreiche Bestandsaufnahme der Friedhöfe Atlantas durch Franklin Garrett in den 1930ern bekannt. Kurz vor Nissens Grab auf einem Landstück, das von der Stadt Atlanta gespendet wurde, liegt Martha Lumpkin Compton. Nach der Tochter des ehemaligen Gouverneurs nannte sich die Stadt selbst von 1843 bis 1845 Marthasville.

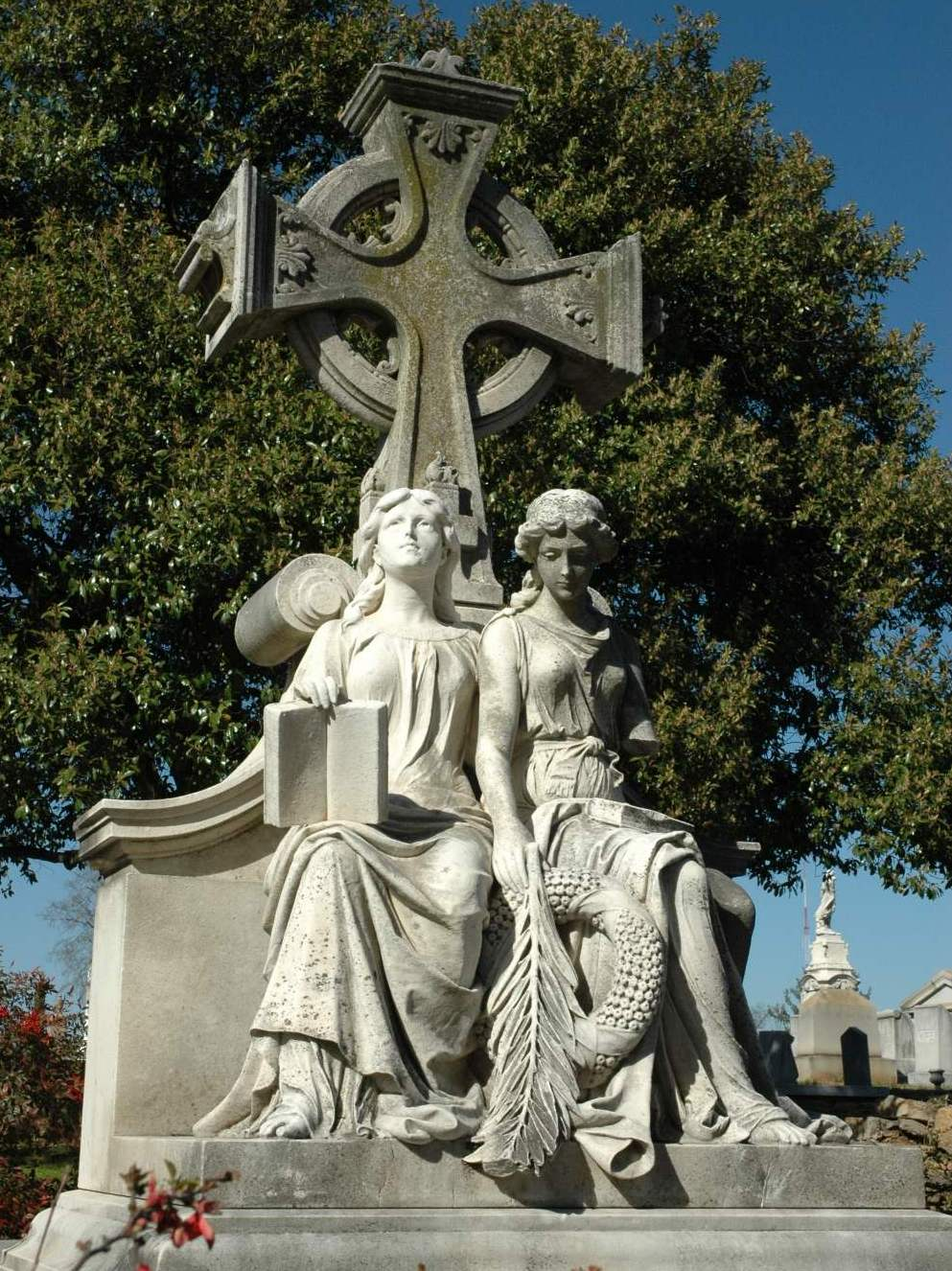
Das Neal Monument

Auffällig in diesem Abschnitt des Friedhofs sind weiter das Kontz Memorial und das Neal Monument, zwei Denkmäler, die die Bandbreite künstlerischen Schaffens in dieser Zeit demonstrieren. Während das Neal Monument neoklassisch ist, handelt es sich beim ersteren um das einzige Beispiel des US-amerikanischen Ägypten-Revivals auf dem Oakland-Friedhof.
Die alte jüdische Sektion nimmt einen kleinen Streifen Land auf den Six Acres ein. Die Hebrew Benevolent Congregation hatte das Land gekauft, hier entstand nach dem Friedhof in Savannah, Georgia der zweitälteste jüdische Friedhof des Staates. Später kaufte die Congregation weiteres Land, das heute eine eigene Sektion auf dem Friedhof bildet.

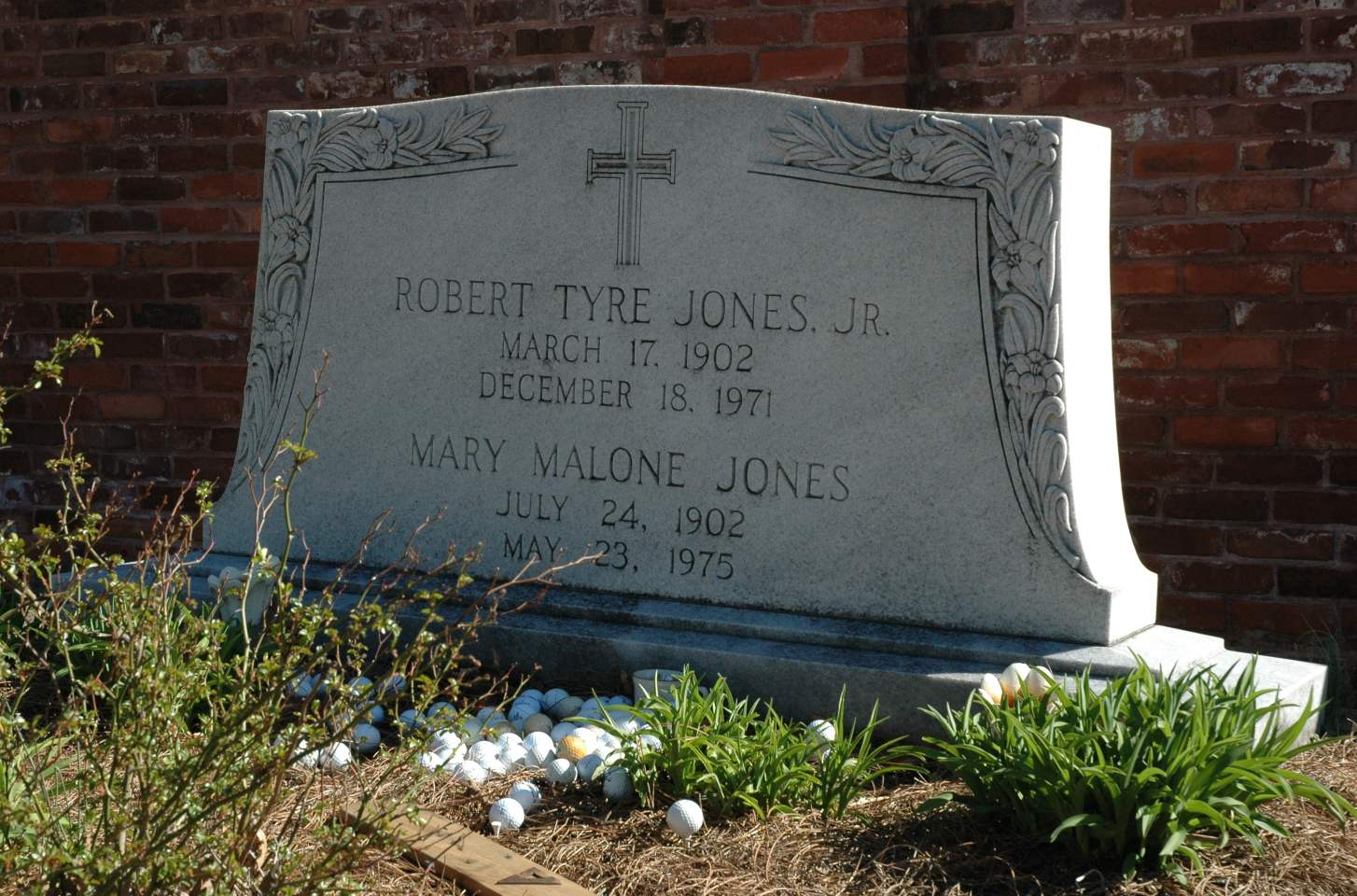
Grabmal von Bobby Jones

Das Grab des bekannten Amateurgolfers Bobby Jones kann man leicht dadurch erkennen, dass es immer mit Golfbällen und anderen Golf-Accessoires geschmückt wird. Der in Atlanta geborene und gestorbene Golfer war der erste, der das Double gewann. Die unmittelbare Umgebung seines Grabes wird von den 18 Pflanzen geschmückt, die als Namensgeber für die 18 Löcher des Golfplatzes des Augusta National Golf Clubs fungierten.
Ebenfalls im ursprünglichen Friedhof liegt Franklin Garrett, der als Atlantas offizieller Historiker bezeichnet wird. Er arbeitete umfangreich an der Stadtgeschichte und katalogisierte sie ausführlich, darunter auch zahlreiche Gräber auf Oakland und den anderen Friedhöfen der Stadt.

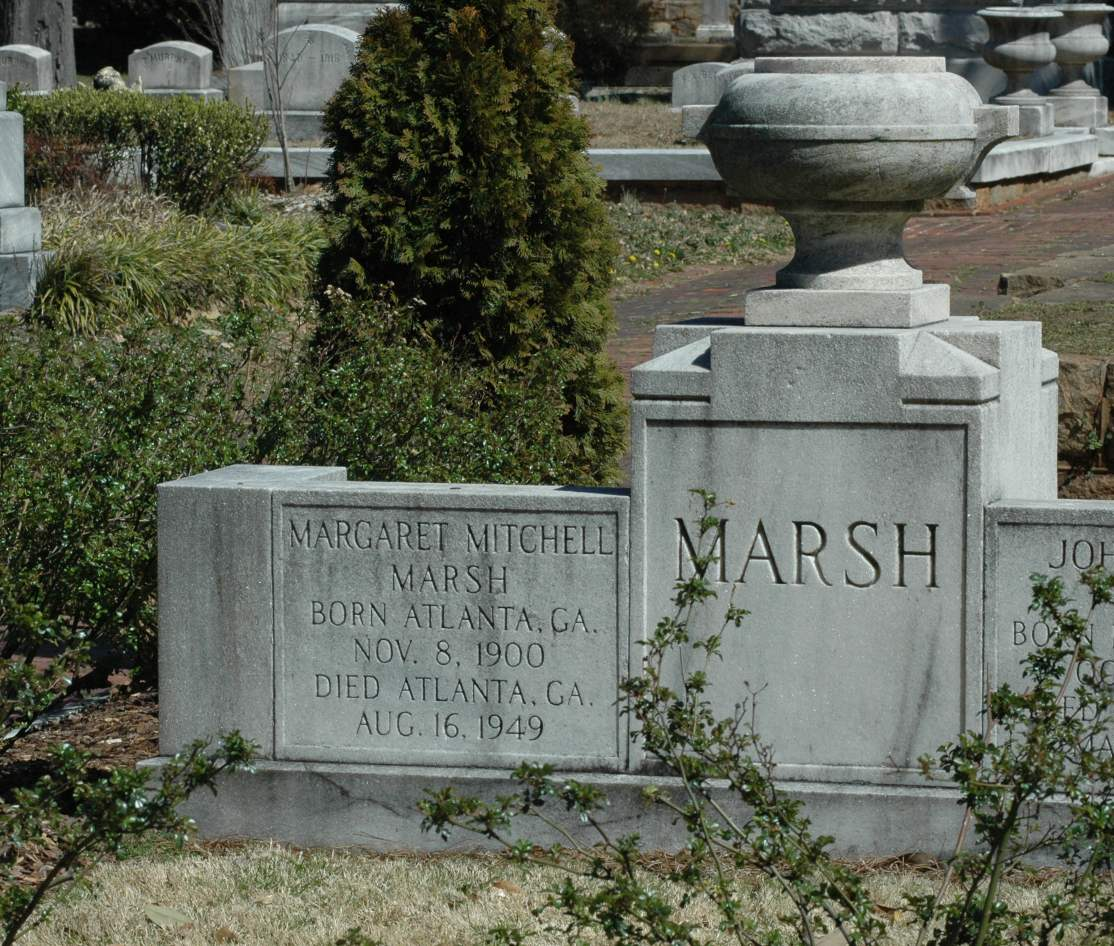
Grabmal von Margaret Mitchell

Innerhalb der Six Acres ruht Margaret Mitchell, die Autorin von Vom Winde verweht im von Rosen verzierten Familiengrab der Marsh-Familie. In der Nähe ihres Grabes befindet sich eine Gaslaterne, die zu den ersten 50 gehört, die 1856 von der Atlanta Gas Light Company installiert wurden. Die Lampe, die durch die Bombardierung der Stadt 1864 beschädigt wurde, wurde von Franklin Garrett dem Friedhof gespendet, die Plakette auf der Lampe hingegen zeigt eine falsche Jahreszahl, nämlich 1850.

### Confederate Section
In der Confederate Section (benannt nach den Konföderierten Staaten von Amerika) wurden schätzungsweise 6900 Menschen begraben, davon sind etwa 3000 Namenlose. Während des amerikanischen Bürgerkriegs war Atlanta ein wichtiges Nachschub- und medizinisches Zentrum der Südstaaten. Da sich mehrere wichtige Krankenhäuser in einem Radius einer halben Meile (800 Meter) von Oakland befanden, wurden hier zahlreiche Soldaten begraben, die an ihren Wunden gestorben waren.

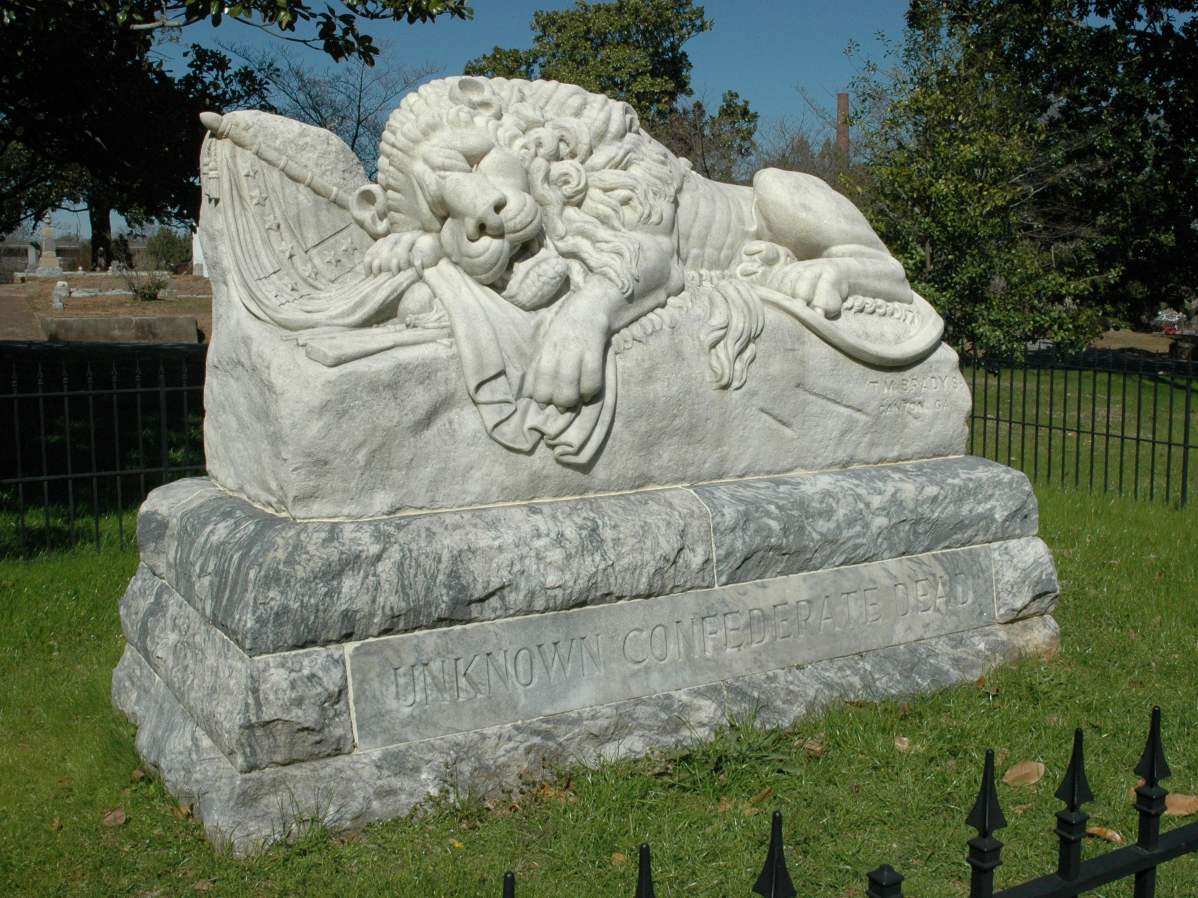
Lion of the Confederacy

Kurz nach dem Kriegsende wurden zahlreiche Gefallene der Atlanta Campaign, die vorher in improvisierten Gräbern nahe der Schlachtfelder begraben wurden, in die Confederate Section von Oakland umgebettet.
In diesem Friedhofsabschnitt befindet sich der Lion of the Confederacy auch bekannt als Lion of Atlanta. Der Löwe, der über ein Feld unbekannter Soldaten aus Süd- und Nordstaaten wacht, wurde 1894 aus dem größten Marmorstück, das bis damals aus Nordgeorgia herangeschafft wurde, von T. M. Brady angefertigt. Obwohl Brady behauptete, den Löwen selbst geschaffen zu haben, ist es bis auf einige Detailstücke eine Kopie des Schweizer Löwen, der sich in Luzern befindet.
Die Sektion wird überragt durch ein großes Monument, bekannt als Confederate Oblisk. Der 20 Meter hohe Obelisk wurde aus Granit vom Stone Mountain gefertigt und wurde am 26. April 1874 errichtet, dem Jahrestag von Joseph E. Johnstons Kapitulation gegenüber William T. Sherman und damit dem Ende des amerikanischen Bürgerkriegs. Mehrere Jahre lang, war es das höchste Bauwerk der Stadt.
Nordwestlich nahe dem Obelisken sind die Südstaaten-Generäle John B. Gordon und Clement Anselm Evans begraben. Südlich des Obelisken befinden sich zahlreiche als solche gekennzeichnete Militärgräber, darunter 16 Gräber von Nordstaaten-Soldaten, die mitten unter den Südstaatensoldaten beerdigt wurden. Die für die damalige Zeit sehr ungewöhnliche Praxis erklärt sich wahrscheinlich aus dem damals schon schwindenden Platzangebot auf dem Friedhof.

### New Jewish Section

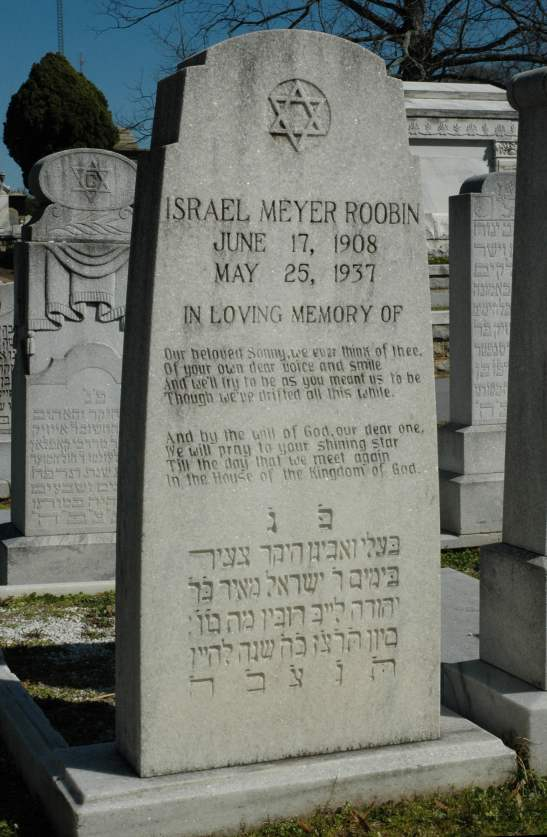
Grabstein im jüdischen Abschnitt des Friedhofs

Der neue jüdische Abschnitt befindet sich relativ nahe zum alten jüdischen Abschnitt innerhalb der Six Acres. Die Hebrew Benevolent Congregation kaufte das Land 1878 und einen weiteren Abschnitt 1892. Die Gräber und Grabsteine zeigen das Verschmelzen von der deutsch-jüdischen Kultur, aus deren Gemeinschaft die Mitglieder der Congregation vor allem stammten und der US-amerikanischen Kultur ihrer Umgebung.
Die Gräber der Ahavath Achim Synagogue, die einen Teil des Landes von der Congregation erwarb, unterscheiden sich klar von ihnen. In ihr waren vor allem osteuropäische Juden organisiert, die wesentlich konservativer und orthodoxer waren als die Mitglieder der Congregation. Ihre Grabsteine sind in Hebräisch beschriftet und beschränken sich auf klassische jüdische Symbolik.
1982 wurde dieser Teil des Friedhofs Opfer von Vandalismus durch zwei einheimische Teenager.

### Potter’s Field
Das drei Hektar große Potter’s Field ist der traditionelle Armenfriedhof von Atlanta. Nachdem 1884 alle Landstücke auf dem restlichen Friedhof verkauft waren, mussten Menschen, die in Oakland begraben werden wollten, entweder Land von den Privateigentümern auf dem Friedhof kaufen oder sich in Potter’s Field begraben lassen – eine Option, die den Aufzeichnungen nach zahlreiche Bürger der Stadt in Anspruch nahmen. Nach archäologischen Untersuchungen der Georgia State University von 1978 sind hier insgesamt etwa 17.000 Menschen begraben.
Direkt hinter der Außenmauer des Friedhofs hinter Potter’s Field befinden sich die ehemalige Baumwollmühle von Fulton County (wird renoviert, um als Apartmenthaus zu dienen) und Cabbagetown, beide von Jacob Elsas gebaut, der selbst auf der neuen jüdischen Sektion liegt.

### „Black Section“
Der Abschnitt entstand während der Phase der Segregation in den Vereinigten Staaten. Um die Überwindung dieser Zeit zu zeigen, begrub die Stadt den ehemaligen Bürgermeister Maynard Jackson in diesem Abschnitt des Friedhofs. In der Black Section finden sich ähnlich wie auf Potter’s Field heute kaum Grabsteine oder andere Grabverzierungen, da diese ursprünglich vor allem aus Holz und anderen vergänglichen Materialien gefertigt wurden. Als Folge sind viele der Toten auf dem Friedhofsabschnitt heute unbekannt.
Bekannte Personen, die hier begraben wurden, sind Bischof Wesley John Gaines (Bischof der African Methodist Episcopal Church und Gründer des Morris Brown College), Reverend Frank Qualres (ein früher Förderer des Morehouse College), Carrie Stelle Logan und Antoine Graves, dem das einzige Mausoleum der Black Section gehört.

### Bell Tower

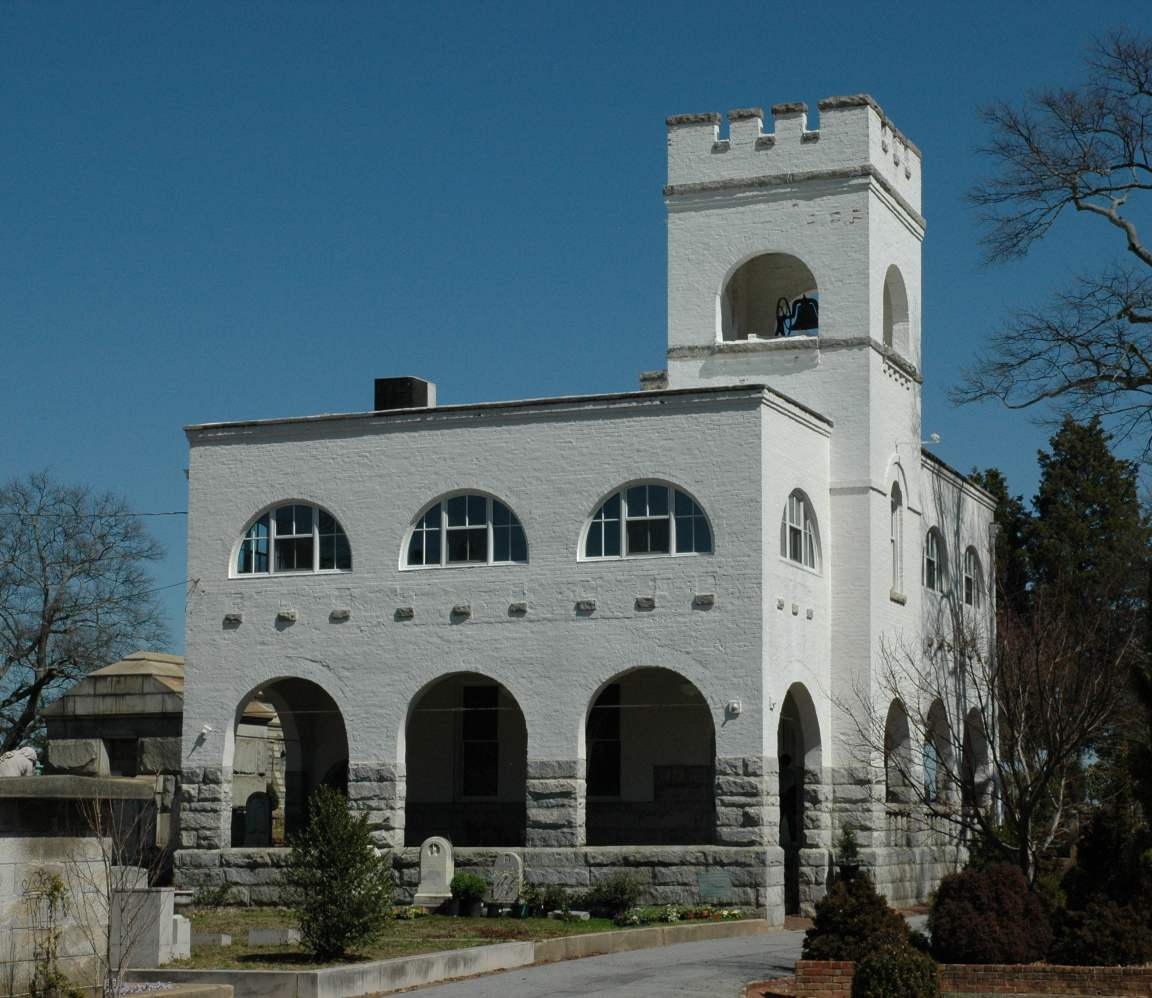
Der Bell Tower

Der 1899 errichtete Bell Tower ist das größte Gebäude auf dem Friedhofsgelände. Ursprünglich stand ein Bauernhaus des späteren Bürgermeister von Atlantas, James E. Williams, an dieser Stelle. Von dort aus kommandierte General John Bell Hood die Südstaatentruppen in der Schlacht von Atlanta am 22. Juli 1864. An der Turmspitze befindet sich eine Glocke, die ursprünglich den Arbeitern signalisierte sich hier zu treffen. Im Erdgeschoss wurden Särge gelagert. 1998 wurde er umfangreich restauriert, heute befinden sich im Turm die Historic Oakland Foundation und das Besucherzentrum des Friedhofs.

### Monumente und Mausoleen
Wie bei fast allen Friedhöfen vergleichbarer Größe und vergleichbaren Alters finden sich auf Oakland zahlreiche Denkmäler und Mausoleen von oft großem künstlerischen Wert oder historischer Bedeutung.
Im Südosten des Friedhofs beschreibt eine historische Beschreibung die Ereignisse um die Great Locomotive Chase, bei der Nordstaatensoldaten eine Lokomotive stahlen, um wichtige Telegraphenleitungen der Confederate States zu stören. Sie wurden schließlich gefangen, in Oakland gehängt und kurzzeitig dort aufbewahrt, bevor sie auf den National Cemetery in Chattanooga, Tennessee verlegt wurden. Die beiden Angestellten William Fuller und Anthony Murphy der Western & Atlantic Railroad, die auch in die Jagd verwickelt waren, liegen noch auf dem Friedhof.
In der Nähe des Bell Towers befindet sich ein Denkmal für Moses Formwalt, den ersten Bürgermeister von Atlanta und den einzigen, der in seiner Amtszeit ermordet wurde. Formwalt, der als Deputy Sheriff des DeKalb County diente, begleitete einen Gefangenen vom Fulton Gerichtsgebäude, der sich losmachen konnte und ihn erstach.
Auf einem Hügel nahe dem ursprünglichen Friedhofsgelände befindet sich das Austell Mausoleum, das am aufwändigsten gestaltete Mausoleum des Friedhofs. Alfred Austell, einer der Gründer der Atlanta National Bank ließ es im Stil des Gothic Revival bauen. Es kostete damals um die 90.000 Dollar, ein Neubau bei heutigen Preisen würde geschätzte drei Millionen Dollar kosten.

## Historic Oakland Foundation
Die Gräber auf dem Friedhof gehören den Erben der Verstorbenen, die damit auch für die Grabpflege verantwortlich sind. Da seit Mitte des 19. Jahrhunderts viele Familien verzogen sind oder den Bezug zu ihren Vorfahren verloren haben, sind viele Gräber durch die Zeit oder manchmal durch Vandalismus verfallen. Am 28. April 1976 wurde Oakland Cemetery als Historic District in das National Register of Historic Places aufgenommen. Am folgenden Tag gründeten geschichtsinteressierte Menschen die Historic Oakland Foundation. Die Stiftung kümmert sich um die Restaurierung und Pflege zahlreicher historischer Gräber, Denkmäler und Mausoleen. Sie finanziert sich durch Spenden, Fördergelder, und durch die Ausrichtung von Veranstaltungen und stellt neben ihrer Hauptaufgabe der Friedhofspflege auch Führer, die den Friedhof der Öffentlichkeit nahebringen sollen.

## Bedeutende Grabmäler
Neben den bereits genannten liegen auf dem Friedhof:
- Auf dem Friedhof liegen 25 ehemalige Bürgermeister von Atlanta, darunter Moses Formwalt, der erste Bürgermeister der Stadt, und Maynard Jackson, der erste schwarze Bürgermeister der Stadt.
- Sechs ehemalige Gouverneure von Georgia, darunter John B. Gordon (1832–1904), Joseph E. Brown (1821–1894) und Hoke Smith (1855–1931)
- Franklin Garrett (1906–2000), Stadthistoriker, der insbesondere durch seine umfangreichen Arbeiten zu den Friedhöfen der Stadt Bedeutung erlangte.
- Joel Hurt, Gründer von Inman Park und Druid Hills, zwei der ersten geplanten Stadtteile Atlantas.
- Dr. Joseph Jacobs, Eigentümer der Apotheke, in der John Pemberton als Erstes Coca-Cola verkaufte.
- Bobby Jones (1902–1971), Golfer, der als Erster sowohl die U.S. Open als auch die Open Championship in einem Jahr gewann.
- Carrie Steele Logan (1829–1900), Gründerin des ersten Waisenhauses für Schwarze in Georgia.
- Morris and Emanuel Rich, Begründer von Rich’s department store.
- Alexander H. Stephens, Vizepräsident der Konföderierten Staaten war zeitweise in Oakland begraben, bevor er auf sein Privatgelände nahe Crawfordville umgebettet wurde.
- Kenny Rogers (1938–2020), US-amerikanischer Country-Sänger